# ستاينز؛غيت: فوكا ريويكي نو ديجا فو
ستاينز؛غيت: فوكا ريويكي نو ديجا فو (باليابانية: 劇場版 シュタインズ・ゲート 負荷領域のデジャヴ) هو فيلم أنمي ياباني من إنتاج عام 2013 بواسطة إستديو وايت فوكس، ويتبع نهاية أحداث أنمي 2011 من سلسلة ستاينز؛غيت.

## روابط خارجية
- ستاينز؛غيت: فوكا ريويكي نو ديجا فو على موقع IMDb (الإنجليزية)
- ستاينز؛غيت: فوكا ريويكي نو ديجا فو على موقع نتفليكس (الإنجليزية)
- ستاينز؛غيت: فوكا ريويكي نو ديجا فو على موقع فيلمافينيتي (الإسبانية)
- ستاينز؛غيت: فوكا ريويكي نو ديجا فو على موقع قاعدة بيانات الفيلم (الإنجليزية)
- ستاينز؛غيت: فوكا ريويكي نو ديجا فو على موقع ليتربوكسد (الإنجليزية)
- ستاينز؛غيت: فوكا ريويكي نو ديجا فو على موقع كينوبويسك (الروسية)
- ستاينز؛غيت: فوكا ريويكي نو ديجا فو على موقع ANN anime (الإنجليزية)